# Championnat d'Europe féminin de rink hockey 2001
Navigation
Championnat d'Europe féminin 1999 Championnat d'Europe féminin 2003
Le championnat d'Europe de rink hockey féminin 2001 se déroule du 12 au 17 novembre 2001 à Molfetta en Italie. La compétition est remportée par l'équipe du Portugal féminine, qui devient ainsi championne d'Europe pour la troisième fois consécutive.

## Participants
Sept sélections nationales féminines se sont inscrites pour cette septième édition des championnats d'Europe féminins :
- Allemagne
- Angleterre
- Espagne
- France
- Italie
- Portugal
- Suisse

## Format
Compte tenu du nombre d'équipes participant, la compétition se déroule sous la forme d'un mini championnat dans lequel chaque équipe se rencontre une fois.
L'équipe qui sort vainqueur d'un match engrange trois points, l'équipe défaite aucun point. En cas d'égalité à la fin du match, chaque équipe gagne un point.

## Résultats
| Rang | Équipe     | Pts | J | G | N | P | Bp | Bc | Diff |  | Résultats (dom.\ext.) |  |     |     |     |     |     |     |
| ---- | ---------- | --- | - | - | - | - | -- | -- | ---- |  | --------------------- |  | --- | --- | --- | --- | --- | --- |
| 1    | Portugal   | 15  | 6 | 5 | 0 | 1 | 19 | 4  | +15  |  | Portugal              |  | 1-0 | 0-1 | 3-1 | 4-0 | 8-2 | 3-0 |
| 2    | Espagne    | 15  | 6 | 5 | 0 | 1 | 21 | 5  | +16  |  | Espagne               |  |     | 3-1 | 2-1 | 5-0 | 7-1 | 4-1 |
| 3    | Italie     | 12  | 6 | 4 | 0 | 2 | 16 | 12 | +4   |  | Italie                |  |     |     | 2-0 | 2-0 | 7-4 | 5-3 |
| 4    | Allemagne  | 9   | 6 | 3 | 0 | 3 | 18 | 9  | +9   |  | Allemagne             |  |     |     |     | 0-2 | 9-2 | 5-0 |
| 5    | France     | 7   | 6 | 2 | 1 | 3 | 5  | 12 | -7   |  | France                |  |     |     |     |     | 2-0 | 1-1 |
| 6    | Angleterre | 3   | 6 | 1 | 0 | 5 | 16 | 39 | -23  |  | Angleterre            |  |     |     |     |     |     | 7-6 |
| 7    | Suisse     | 1   | 6 | 0 | 1 | 5 | 11 | 25 | -14  |  | Suisse                |  |     |     |     |     |     |     |